# SIPA S.200
Le SIPA S.200 Minijet est un biplace d'entraînement doté d'un turboréacteur Turbomeca Palas construit par la SIPA (Société industrielle pour l'aéronautique). C'était, en 1952, le plus petit biplace à réaction au monde.

## Histoire
L'appareil a été conçu par Yves Gardan dans le cadre d'un appel d'offres émis par le service de l'aviation légère et sportive (SALS), visant à relancer l'aviation générale au sortir de la Seconde Guerre mondiale. Il était destiné à l'entraînement, à la voltige et aux liaisons. En juin 1951, il fut présenté au sol au salon aéronautique du Bourget. Il effectua son premier vol le 14 janvier 1952 sur l'aérodrome de Villacoublay aux mains de Roger Launay. Lors de ce vol, le pilote échappa de peu à un drame : en effet, alors qu'il effectuait un passage à vitesse élevée l'avion devint incontrôlable, effectuant une sorte de sinusoïde dans le ciel. Ce n'est qu'en coupant le réacteur alors qu'il était proche du sol qu'il parvint à se poser, brutalement mais sans dommage. Les analyses démontrèrent que les poutres reliant l'empennage étaient entrées en vibration, rendant impossible le contrôle de l'appareil. Par la suite celles-ci furent renforcées et l'appareil put continuer ses vols d'essais. Cependant, les premiers essais en vol révélèrent que l'avion était largement sous-motorisé et il fut incapable de concurrencer les autres jets de l'époque, tel le Fouga Magister. Seuls 7 exemplaires furent construits. 

## Description
Le SIPA S.200 est caractérisé par son empennage bi-poutre et son fuselage court accueillant le turboréacteur et un train d'atterrissage tricycle rétractable. Ses ailes en position médiane ont un dièdre de 3° et sont équipées de volets de courbure. Les sièges sont placés côte à côte.
L'appareil est propulsé par un turboréacteur à compresseur centrifuge Turbomeca Palas de 150 kgp fonctionnant au kérosène. Celui-ci est réparti en cinq réservoirs dont quatre dans les ailes.